# Активный фильтр

Пример активного фильтра высоких частот. Операционный усилитель U1 используется в качестве повторителя напряжения.

Активный фильтр — один из видов аналоговых электронных фильтров, в котором присутствует один или несколько активных компонентов, к примеру, транзистор или операционный усилитель.
В активных фильтрах используется принцип отделения элементов фильтра от остальных электронных компонентов схемы. Часто бывает необходимо, чтобы они не оказывали влияния на работу фильтра. Применение усилителей в активных фильтрах позволяет увеличить наклон частотной характеристики в полосе подавления, что недостижимо при каскадном соединении пассивных RC-цепочек.
Существует несколько различных типов активных фильтров, некоторые из которых также имеют и пассивную форму:
- Фильтр высоких частот — ослабляет (обычно значительно) амплитуды гармонических составляющих сигнала ниже частоты среза.
- Фильтр низких частот — ослабляет (обычно значительно) амплитуды гармонических составляющих сигнала выше частоты среза.
- Полосовой фильтр — ослабляет (обычно значительно) амплитуды гармонических составляющих сигнала выше и ниже некоторой полосы.
- Режекторный фильтр — ослабляет (обычно значительно) амплитуды гармонических составляющих сигнала в определённой ограниченной полосе частот.